# 千葉県道92号君津鴨川線
千葉県道92号君津鴨川線（ちばけんどう92ごう きみつかもがわせん）は、千葉県君津市と鴨川市を結ぶ県道（主要地方道）。房総スカイラインの一部を構成する道路で、鴨川市内の区間は千葉県道24号千葉鴨川線と重複する。

## 概要
かつては、君津市西粟倉から片倉までの間は千葉県道路公社が運営する房総スカイライン有料道路であったが、2013年（平成25年）2月14日から国道410号の災害復旧の迂回路として無料通行措置が実施され、2019年（平成31年）4月21日に無料開放され千葉県の管理となった。

### 路線データ
- 起点：君津市外箕輪・内箕輪・法木作 内みのわ交差点（国道127号）
- 終点：鴨川市横渚 横渚交差点（国道128号・千葉県道24号千葉鴨川線）
- 総延長：35.504 km（君津土木事務所管内：27.411 km[2]、安房土木事務所管内：8.093 km[3]）
- 重用延長：13.105 km（君津土木事務所管内：5.012 km、安房土木事務所管内：8.093 km[3]）
- 実延長：22.399 km（君津土木事務所管内：22.399 km[2]、安房土木事務所管内：0.0 km[3]）
- 認定年月日：1994年（平成6年）4月1日

## 路線状況

### 重複区間
- 千葉県道163号小櫃佐貫停車場線：君津市根本 - 大井戸
- 千葉県道93号久留里鹿野山湊線：君津市大野台 - 東粟倉
- 千葉県道24号千葉鴨川線：君津市片倉 - 鴨川市横渚

## 地理

### 通過する自治体
- 千葉県
  - 君津市
  - 鴨川市

### 接続する道路
- 千葉県君津市
  - 国道127号（内箕輪、内みのわ交差点）
  - 館山自動車道君津IC（君津IC入口交差点）
  - 千葉県道269号大鷲木更津線（大鷲）
  - 千葉県道33号君津平川線（大井）
  - 千葉県道163号小櫃佐貫停車場線（根本）
  - 千葉県道163号小櫃佐貫停車場線（大井戸）
  - 千葉県道93号久留里鹿野山湊線（大野台）
  - 国道465号・千葉県道93号久留里鹿野山湊線（東粟倉）
  - 千葉県道24号千葉鴨川線（片倉）

※千葉県道24号千葉鴨川線との重複区間は省略